# L'avvocato Guerrieri - Ad occhi chiusi
L'avvocato Guerrieri - Ad occhi chiusi è un film televisivo italiano andato in onda il 2 gennaio 2008 su Canale 5, girato nel 2004, tratto dal romanzo Ad occhi chiusi di Gianrico Carofiglio. La regia è di Alberto Sironi che ha anche diretto il film TV L'avvocato Guerrieri - Testimone inconsapevole, tratto da Testimone inconsapevole, primo romanzo di Gianrico Carofiglio. Questo film TV è andato in onda il 27 dicembre 2007, sempre su Canale 5.

## Trama
Guerrieri accetta di costituirsi parte civile in nome di una ragazza vittima delle persecuzioni del suo ex fidanzato.

## Location
Il film è stato girato nella città di Trani.